# Podezření (Hvězdná brána: Atlantida)
Podezření (v anglickém originále Suspicion) je 5. epizoda I. série sci-fi seriálu Hvězdná brána: Atlantida.

## Obsah epizody
Již několikrát potkal tým majora Shepparda na svých misích Wraithy a to i na neobydlených planetách. Je více než zřejmé, že je na Atlantidě špión. Podezřelí jsou především Athosiané - na mnoha planetách totiž žijí lidé, kteří Wraithy uctívají. Athosiané jsou pochopitelně pobouřeni, doktorka Weirová zavede preventivní opatření - omezení vstupu do určitých oblastí Atlantidy, zákaz používání brány do vyřešení případu.
Sheppard s Fordem při výletu v jumperu objeví rozsáhlou pevninu a Athosiané okamžitě požádají o přesídlení na ni. Doktorka Weirová se rozhodne obnovit mise bránou, čímž by se mělo potvrdit nebo vyvrátit podezření Athosianů.
Nicméně hned při první misi je tým opět napaden - a tentokrát o ní věděla pouze jedna Athosianka - Teyla. Bezpečnostní velitel základny nařídí doktoru McKayovi prohledat její osobní věci. Ten (ke svému velkému překvapení) skutečně najde wraithský vysílač. Oznámí to Sheppardovi, ten však zjistí, že vysílačem je přívěsek, který našel v athosianské jeskyni. (Vynoření (Hvězdná brána: Atlantida)) Teyla je tak zbavena podezření.
Shapperd navrhne, že by vysílač bylo možno použít proti Wraithům a jednoho zajmout. To se nakonec také podaří. Wraith je umístěn na Atlantidě ve speciálním vězení.